# Saleh Younous
Saleh Younous (nascido em 1 de janeiro de 1949, em Faya-Largeau, Chade) é um criminoso chadiano condenado. Foi o primeiro diretor da Direção de Documentação e Segurança (Direction de la documentation et de la sécurité, DDS), a polícia política que atuou de abril de 1983 a 30 de maio de 1987, sob o regime repressivo de Hissène Habré, também condenado à prisão perpétua por crimes contra a humanidade e tortura nos tribunais senegaleses.
Como diretor da DDS, Younous supervisionou as operações de prisão e tortura em N'Djamena realizadas pela Brigada Especial de Intervenção Rápida (Brigade spéciale d'intervention rapide, BSIR), que conduzia os interrogatórios. Além disso, Younous foi apontado por várias vítimas como autor de atos de tortura.
Em 1990, Habré foi destituído do poder e se exilou no Senegal. Nesse mesmo ano, o presidente Idriss Deby criou uma comissão nacional de inquérito, cujo relatório foi publicado em maio de 1992, após dezessete meses de trabalho.
Em 2000, as vítimas apresentaram queixa nos tribunais chadianos, entre os acusados estava Saleh Younous. O Chade, entretanto, não o julgou. Porém, as coisas mudariam em 2014, devido a um procedimento paralelo perante as Câmaras Extraordinárias Africanas dentro dos tribunais senegaleses.
Em N'Djamena, porém, Saleh Younous venceu a batalha legal contra as Câmaras Extraordinárias Africanas. As autoridades chadianas decidiram não transferi-lo para Dakar como o órgão judicial desejava.
Em 25 de março de 2015, juntamente com seis outros oficiais de segurança sob Hissène Habré, Saleh Younous foi condenado à prisão perpétua por tortura e assassinatos por um tribunal de N'Djamena..